# Litoria alboguttata
Litoria alboguttata är en groddjursart som först beskrevs av Günther 1867.  Litoria alboguttata ingår i släktet Litoria och familjen lövgrodor. IUCN kategoriserar arten globalt som livskraftig. Inga underarter finns listade i Catalogue of Life.